# Dispositivi Windows Phone 8
Questa pagina raccoglie e confronta le caratteristiche hardware dei dispositivi con sistema operativo Windows Phone 8.

## Modelli
| Modello          | Processore                                    | Schermo                                                          | Rilasciato | Rete | Fotocamera                                     | Memoria            | Extra                                                                 |
| ---------------- | --------------------------------------------- | ---------------------------------------------------------------- | ---------- | ---- | ---------------------------------------------- | ------------------ | --------------------------------------------------------------------- |
| Huawei Ascend W1 | Snapdragon S4 dual core da 1,2 GHz dual core  | 4" 800 × 480 pixel, IPS                                          | 2013 Q1    | 3G   | 5 MP, video a 720p                             | 4 GB               | Gorilla Glass                                                         |
| Samsung ATIV S   | Snapdragon S4 dual core da 1,5 GHz dual core  | 4,8" 1280 × 720 pixel, Super AMOLED HD Pen Tile, Gorilla Glass 2 | 2012 Q4    | 3G   | 8 MP, video a 1080p                            | 8 GB (espandibile) | Gorilla Glass 2                                                       |
| Nokia Lumia 520  | Snapdragon S4 dual core da 1 GHz dual core    | 4" 800 × 480 pixel, IPS                                          | 2013 Q2    | 3G   | 5 MP, video a 720p                             | 8 GB (espandibile) |                                                                       |
| Nokia Lumia 620  | Snapdragon S4 dual core da 1 GHz dual core    | 3,8" 800 × 480 pixel, TFT ClearBlack                             | 2013 Q1    | 3G   | 5 MP, video a 720p                             | 8 GB (espandibile) | Cover intercambiabili                                                 |
| Nokia Lumia 625  | Snapdragon S4 dual core da 1,2 GHz dual core  | 4,7" 800 × 480 pixel, TFT ClearBlack                             | 2013 Q2    | 4G   | 5 MP, video a 720p                             | 8 GB (espandibile) |                                                                       |
| Nokia Lumia 720  | Snapdragon S4 dual core da 1 GHz dual core    | 4,3" 800 × 480 pixel, IPS ClearBlack                             | 2013 Q2    | 3G   | 6,7 MP, video a 1080p                          | 8 GB (espandibile) | Gorilla Glass 2 arrotondato, ricarica wireless, Cover intercambiabili |
| Nokia Lumia 820  | Snapdragon S4 dual core da 1,5 GHz dual core  | 4,3" 800 × 480 pixel, AMOLED ClearBlack                          | 2012 Q4    | 4G   | 8 MP, video a 1080p                            | 8 GB (espandibile) | Ricarica wireless (con cover opzionale), cover intercambiabili        |
| Nokia Lumia 920  | Snapdragon S4 dual core da 1,5 GHz dual core  | 4,5" 1280 × 768 pixel, PureMotion HD+ ClearBlack IPS             | 2012 Q4    | 4G   | 8,7 MP PureView (5 lenti ZEISS), video a 1080p | 32 GB              | Gorilla Glass 2 Arrotondato, ricarica wireless                        |
| Nokia Lumia 925  | Snapdragon S4 dual core da 1,5 GHz dual core  | 4,5" 1280 × 768 pixel, PureMotion HD+ ClearBlack AMOLED          | 2013 Q2    | 4G   | 8,7 MP PureView (6 lenti ZEISS), video a 1080p | 16 GB              | Gorilla Glass 2 Arrotondato, ricarica wireless (con cover opzionale)  |
| Nokia Lumia 1020 | Snapdragon S4 dual core da 1,5 GHz dual core  | 4,5" 1280 × 768 pixel, PureMotion HD+ ClearBlack AMOLED          | 2013 Q3    | 4G   | 41 MP PureView (6 lenti ZEISS), video a 1080p  | 32 GB              | Gorilla Glass 3 Arrotondato, ricarica wireless (con cover opzionale)  |
| Nokia Lumia 1320 | Snapdragon 400 dual core da 1,4 GHz dual core | 6" 1280 × 720 pixel IPS LCD                                      | 2013 Q4    | 4G   | 5 MP, video a 1080p                            | 8 GB (espandibile) | Gorilla Glass 2                                                       |
| Nokia Lumia 1520 | Snapdragon 800 quad core da 2,2 GHz dual core | 6" 1920 × 1080 pixel, PureMotion HD+ ClearBlack IPS LCD          | 2013 Q4    | 4G   | 20 MP PureView (6 lenti ZEISS), video a 1080p  | 32 GB(espandibile) | Gorilla Glass 2, ricarica wireless                                    |
| HTC 8S           | Snapdragon S4 dual core da 1 GHz dual core    | 4" 800 × 480 pixel, SuperLCD                                     | 2012 Q4    | 3G   | 5 MP, video a 720p                             | 4 GB (espandibile) | Gorilla Glass 2, Beats Audio                                          |
| HTC 8X           | Snapdragon S4 dual core da 1,5 GHz dual core  | 4,3" 1280 × 720 pixel, SuperLCD 2                                | 2012 Q4    | 3G   | 8 MP, video a 1080p                            | 16 GB              | Gorilla Glass 2, Beats Audio                                          |